# HV Brunssum
HV Brunssum is een Nederlandse handbalvereniging uit het Limburgse Brunssum. De club werd opgericht op 11 juli 1990 uit een fusie tussen de verenigingen HV Limburgia (opgericht 1 juli 1950) en HV BSV (opgericht op 10 april 1955 onder de naam RKBSV en op 10 maart 1976 van naam veranderd naar HV BSV).
In het seizoen 2020/2021 speelt het eerste herenteam in de regionale tweede klasse.

## Resultaten
Heren (2018-heden)
- 2019 5e
Tweede klasse LB
- 2020 7e
Tweede klasse LB
- 2021
Tweede klasse LB

- Tweede klasse